# 天主教卡松戈教區
天主教卡松戈教區（拉丁語：Dioecesis Kasongoënsis）是剛果民主共和國一個羅馬天主教教區，屬布卡武總教區。
教區的前身是一個宗座代牧區，成立於1952年1月10日，同年11月30日升為教區。
教區位於該國東部馬涅馬省東南部。2006年有教友298,675人（佔轄區總人口31.0%）、十五個堂區、四十一名司鐸。現任教區主教為普拉齐多·鲁班巴·恩蒂吉布。